# Suzie Bastien
Pour les articles homonymes, voir Bastien.
Suzie Bastien (Diane Jean) est une journaliste et dramaturge québécoise née le 23 mars 1963 à Montréal et morte le 26 juillet 2021.

## Biographie

### Jeunesse et journalisme
Suzie Bastien naît le 23 mars 1963 à Montréal. Elle passe un baccalauréat en art dramatique à l'Université du Québec à Montréal en 1988 puis fonde avec des amis le Théâtre du 100e Singe où elle commence à écrire.
Elle travaille comme pigiste et animatrice à la station de radio CIBL FM, chroniqueuse à Radio-Canada et comme critique de théâtre pour La Presse, Voir et Ici. Elle est également recherchiste à Télé-Québec pour l'émission Le Choix de Sophie.
Elle coécrit avec Gaétan Nadeau Comme au ciel, un roman publié en 1994 aux éditions VLB.

### Carrière théâtrale

#### Le Désir de Gobi
C'est avec sa première pièce Le Désir de Gobi que Diane Jean prend le nom de Suzie Bastien, en envoyant son texte sous pseudonyme à Pierre Bernard qu'elle connait par CIBL FM. Directeur artistique sortant du Théâtre de Quat'Sous à Montreal, il produit et crée le spectacle en janvier 2000, avec Annick Bergeron comme actrice principale,,. Le Désir de Gobi raconte le traumatisme d'une jeune fille, Nine, séquestrée pendant un an par un père brisé par le départ de sa femme,.
En 2004, Gill Champagne en propose une seconde version présentée à Québec, Ottawa et Sherbrooke. En 2015, Emanuel Robichaud la met à nouveau en scène avec Gabrielle Lessard,.

#### LukaLila
Sa seconde pièce, LukaLila, est créée à Rome en 2005 dans une mise en scène de Beatrice Bracco. Elle parle de l'espoir porté par les migrants qui fuient la guerre, la misère ou l'insécurité de leur pays.
La pièce est également présentée en France à La Rochelle, Arras et Paris en 2007 et 2008. Suzie Bastien est lauréate des Journées de Lyon des auteurs de théâtre en 2002 et reçoit le prix SACD de la dramaturgie francophone 2004,. 

#### Sucré seize

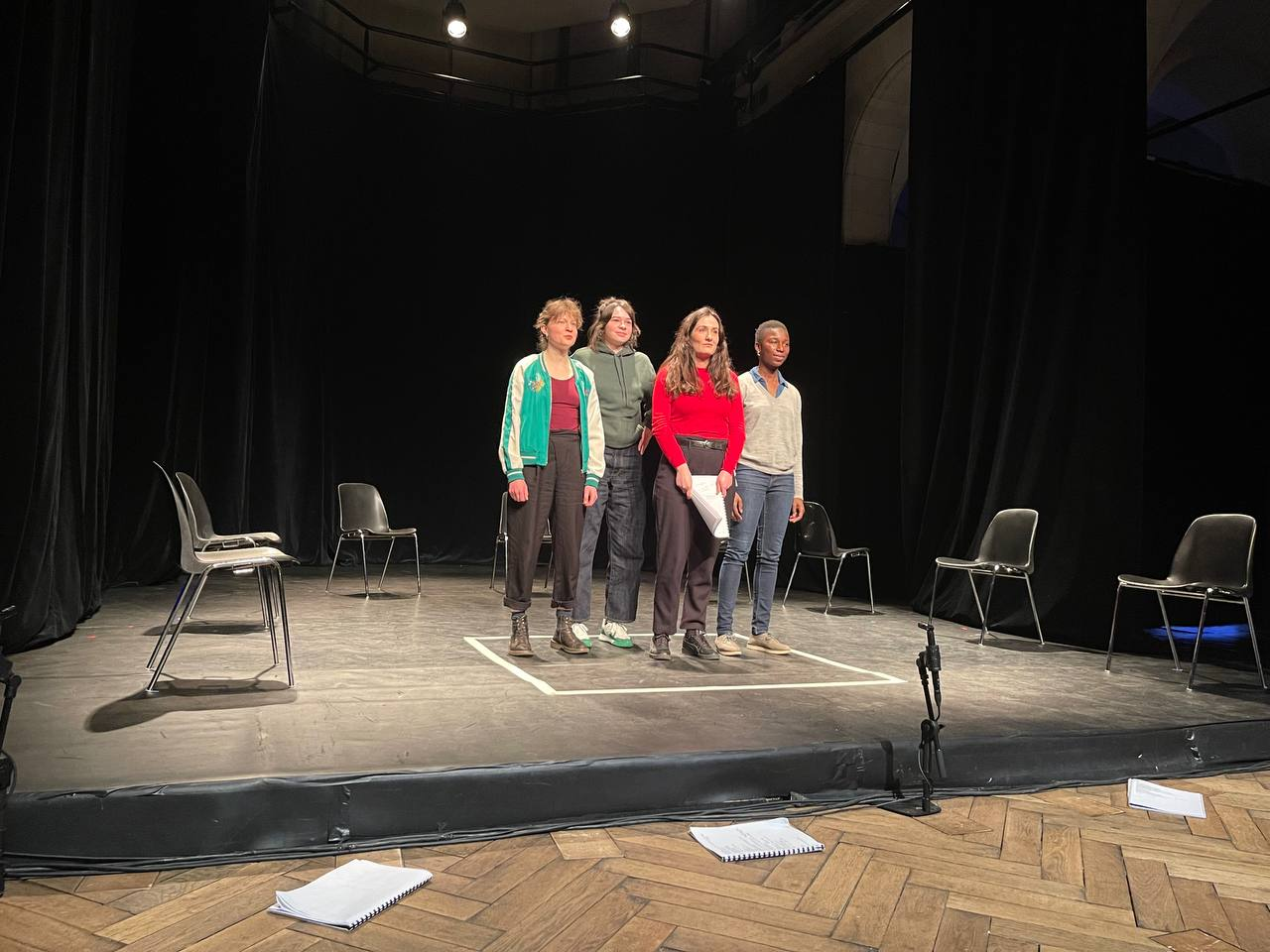
Sucré Seize (huit filles) présenté en lecture / création aux Zébrures du printemps 2022 à Limoges.

Sa pièce Sucré seize (huit filles) est nommée aux Prix littéraires du Gouverneur général, administrés par le Conseil des arts du Canada, avec un prix de 25 000 $ dans chaque catégorie.

## Prix et distinction
- Prix Marcel-Dubé du théâtre, un prix littéraire 2020 de l’Académie des lettres du Québec[14].
- Prix SACD de la dramaturgie francophone de la Société des auteurs et compositeurs dramatiques, 2019[15],[11],[12].

## Œuvre littéraire

### Théâtre
- Le désir de Gobi, Lux, 2003 (ISBN 978-2-89596-008-9, OCLC 55143951)
- Ceux qui l'ont connu :  tapuscrit du texte, 2005 (lire en ligne).
- Epicentre, 2016 (ISBN 978-2-8071-0092-3, OCLC 953850800)
- LukaLila, 2017 (ISBN 978-2-8071-0155-5, OCLC 1017981687)
- L'effritement 1 et 2, éditions de la Gare, 2017
- L'enfant revenant., Lansman éditeur-diffuseur, 2018 (ISBN 978-2-8071-0206-4, OCLC 1059126916)
- Sucré seize : [Huit filles], dl 2019 (ISBN 978-2-8071-0266-8, OCLC 1147324313)[16]
- Le monde après, bourse national du centre du livre

### Roman
- Diane Jean, Gaétan Nadeau, Comme au ciel, VLB, 1994 (ISBN 2-89005-562-0 et 978-2-89005-562-9, OCLC 30358923, lire en ligne)